# La Pedriza (Alcalá la Real)
La Pedriza es una entidad de población española del municipio de Alcalá la Real, perteneciente a la provincia de Jaén, (aunque se encuentra más cerca de Granada que de Jaén) en la comunidad autónoma de Andalucía. 

## Toponimia
El lugar puede aparecer referido como «La Pedriza» y «Pedriza».

## Historia
Hacia mediados del siglo XIX, el lugar ya pertenecía a Alcalá la Real. Aparece descrito en el duodécimo volumen del Diccionario geográfico-estadístico-histórico de España y sus posesiones de Ultramar de Pascual Madoz con las siguientes palabras:

PEDRIZA: ald. en la prov. de Jaen, part. jud. y térm. jurisd. de Alcalá la Real.
(Madoz, 1849, p. 738)

En 2023, la entidad singular de población tenía empadronados 282 habitantes y el núcleo de población, 254.